# Resolució 2345 del Consell de Seguretat de les Nacions Unides
La Resolució 2345 del Consell de Seguretat de les Nacions Unides, patrocinada pels Estats Units, fou adoptada per unanimitat el 23 de març de 2017. El Consell de Seguretat va ampliar el mandat del grup d'experts que supervisava les sancions contra Corea del Nord per un any.

## Antecedents
Ja en 1992 es va arribar a un acord sobre la congelació del programa nuclear de Corea del Nord. A principis del segle xxi, però, el país va entrar en col·lisió amb els Estats Units, quan el president George W. Bush va incloure el país a l'anomenat eix del mal. Corea del Nord va reprendre el desenvolupament d'armes nuclears i míssils balístics. El 2006, el país va realitzar una primera prova nuclear, seguida el 2009 per una segona. Posteriorment, es van imposar sancions contra el país.
El 2012 va llançar amb èxit un coet amb un satèl·lit artificial i, per tant, va violar les sancions que li prohibien desenvolupar tecnologia nuclear i de míssils. El Consell de Seguretat va decidir imposar sancions més estrictes al país. Com a reacció contrària, Corea del Nord va dur a terme una nova prova nuclear a principis de 2013. En va seguir una nova prova nuclear el gener de 2016; aquesta vegada amb una bomba d'hidrogen.
Al setembre de 2016 va fer un nou assaig encara més dur. El programa d'armes nuclears de Corea del Nord ja no serviria per ja no serviria per imposar concessions, sinó que intentaria desenvolupar un petit cap nuclear per al muntatge en míssils de curt abast. El país va exigir després de l'assaig que fos reconegut pels EUA com a energia nuclear.

## Contingut
El mandat del panell d'experts, creat el 2009, es va ampliar fins al 24 d'abril de 2018. Aquest panell supervisava l'aplicació de les sancions imposades aleshores i posteriorment a Corea del Nord. Es va demanar al panell que redactés un calendari de treball per lliurar un informe provisional a l'agost i que presentés un informe final amb troballes i recomanacions al febrer de 2018.